# Нишиномија
Нишиномија (јап. 西宮市) град је у Јапану у префектури Хјого. Према попису становништва из 2005. у граду је живело 465.338 становника.

## Становништво
Према подацима са пописа, у граду је 2005. године живело 465.338 становника.
| 1995.   | 2000.   | 2005.   |
| ------- | ------- | ------- |
| 390.389 | 438.105 | 465.338 |